# Sparnopolius distinctus
Sparnopolius distinctus är en tvåvingeart som först beskrevs av Walker 1852.  Sparnopolius distinctus ingår i släktet Sparnopolius och familjen svävflugor. Inga underarter finns listade i Catalogue of Life.